# Teplárna České Budějovice
Teplárna České Budějovice, a.s. je teplárenský a elektrárenský provoz kombinující výrobu tepla a elektřiny. Společnost má sídlo v Novohradské ulici a působí pouze na území města.

## Historie

### Od založení do roku 1945
Historie tepelné elektrárny se váže ke smlouvě z roku 1907, kterou město ve Vídni uzavřelo se společností Internationale Elektrizität Gesellschaft (později AEG), která zahrnovala plán vybudovat městskou parní elektrárnu na jihovýchodním okraji města v dnešní městské části U Novohradské, protože se nacházel v blízkosti železniční dráhy a umožňoval tak vybudování vlečky. Odběr vody byl zajištěn z Mlýnské stoky. První kotle a parní stroje byly instalovány roce 1909, o čtyři roky později byl přidán turbogenerátor.

### Po roce 1945
Po válce začala příprava výstavby nového podniku a parovodní sítě už v rámci národního podniku Jihočeské elektrárny. Jižní větev parovodu dodávající energii do některých podniků ve městě začala pracovat roku 1948, V roce 1962 byla zahájena výstavba nové teplárny na Novohradské ulici, v roce 1964 byla zahájena výstavba nového komínu, v roce 1965 byl uveden do provozu kotel K9 o výkonu 75t/h, v roce 1966 kotel K10 o výkonu 75t/h s turbínou TG2 o výkonu 12MWe, v roce 1972 kotel K11 o výkonu 150t/h, v roce 1973 uvedena do provozu turbína TG3 o výkonu 12MWe.V roce 1974 začal provoz parovodního napáječe Elektrárna Mydlovary – České Budějovice.  Na teplárnu se začaly napojovat místní průmyslové závody a vzhledem k narůstajícímu počtu obyvatel v nových částech města byla až do roku 1976 využívána během zimních špiček i stará elektrárna. V roce 1979 byl uveden do provozu kotel K12 s výkonem 150t/h, v roce 1980 byl uveden do provozu turbína TG4 o výkonu 25MWe.[zdroj?]
V roce 1989 byl zahájen provoz výtopny na Okružní ulici ve Vrátě s jedním instalovaným uhelným kotlem o výkonu 75t/h. K začátku roku 1994 se českobudějovická teplárna osamostatnila převedením na nově založenou akciovou společnost. Roku 1996 proběhla rekonstrukce výtopny Vráto, při které byl navýšen její parní výkon na 100t/h. V roce 2000 teplárna ukončila dodávky páry přes mydlovarský napáječ z důvodu technického dožití Elektrárny Mydlovary . V roce 2011 byla uvedena do provozu kondenzační turbína TG6 o výkonu 12MWe, která je využívána v letním období ke stabilizaci  kombinované výroby tepla a elektřiny. Teplárna Novohradská a výtopna Vráto spotřebovala v roce 2013 celkem 340 tisíc tun  hnědého uhlí ze Sokolovské uhelné. Odsíření obou kotlů K11 a K12 bylo uvedeno do zkušebního provozu 15. listopadu 2015, zkolaudováno 3. ledna 2017. Součástí investice byla instalace primárních a sekundárních opatření na kotli K11, které sníží emise oxidu dusíku.[zdroj?]
V roce 2019 začala stavba 26 km dlouhého horkovodního přivaděče z jaderné elektrárny v Temelíně, který má od roku 2020 pokrýt asi 30 % výroby tepla. V září roku 2022 byla zahájena přestavba kotle K12 po 43 letech provozu v podobě retrofitu, který umožní spalovat dřevní štěpku. Práce měly vyjít na 1,5 miliardy Kč, hotovo mělo být v roce 2024 se sníženým výkonem kotle na 55t/h.[zdroj?]

## Provoz
Hlavní činnost společnosti se soustředí na výrobu, rozvod a obchodování s teplem, teplou užitkovou vodou a kondenzátem. Teplo se vyrábí spalováním hnědého uhlí a zemního plynu, elektřinu je produkují turbíny umístěné v areálu v Novohradské ulici a od roku 2011 také kondenzační turbína. Elektřinu potom odebírají distribuční společnost. Dodávka tepla ke spotřebiteli využívá teplonosné kvality páry o teplotě 535 °C a tlaku 9,35 MPa, případně horké či teplé vody. Teplota páry ve spotřebitelské síti je snižována na 220 °C o tlaku 0,7 - 0,8 MPa. V roce 2020 teplárna uváděla, že parní rozvody mají délku 97,3 km a rozvody horkovodních jsou dlouhé 22,9 km.
Délka otopného období stanovuje vyhláška č. 194/2007 Sb. ze dne 17. července 2007, která říká, že „otopné období začíná 1. září a končí 31. května následujícího roku“. Tepelná energie se pak začíná dodávat poté, co „průměrná denní teplota venkovního vzduchu v příslušném místě nebo lokalitě poklesne pod +13 °C ve 2 dnech po sobě následujících“.

## Další činnost
Společnost se zabývá řadou souvisejících služeb. Nabízí provádění laboratorních analýz a vyhotovení vyjádření k sítím, prodává vedlejší výrobní produkty a nepotřebné zásoby a provozuje non-stop dispečink.
Od roku 2010 se rekultivovalo bývalé odkaliště teplárenského popílku mezi Českými Budějovicemi, Srubcem a Starými Hodějovicemi. Rekultivace měla být dokončena v polovině roku 2021. Oblast o rozloze přibližně 50 hektarů měla být osázena zelení a na předměstí tak měl vzniknout přírodní lesopark.

## Zajímavosti
- V areálu na Novohradské ulici je v provozu meteostanice, jejíž hodnoty lze sledovat na webu společnosti. Stránka zároveň uvádí teploty naměřené před 40 lety.[13]
- Na komíně vrátecké výtopny od roku 2017 hnízdí sokoli. Speciálně vyrobená plechová budka je umístěna ve výšce 120 metrů a je možné ji sledovat prostřednictvím webkamery.[14][15][16]
- V těsném sousedství teplárny se nachází Muzeum energetiky společnosti E.ON.[17] Návštěvu lze domluvit na telefonu uvedeném na webových stránkách města.[18]

## Galerie

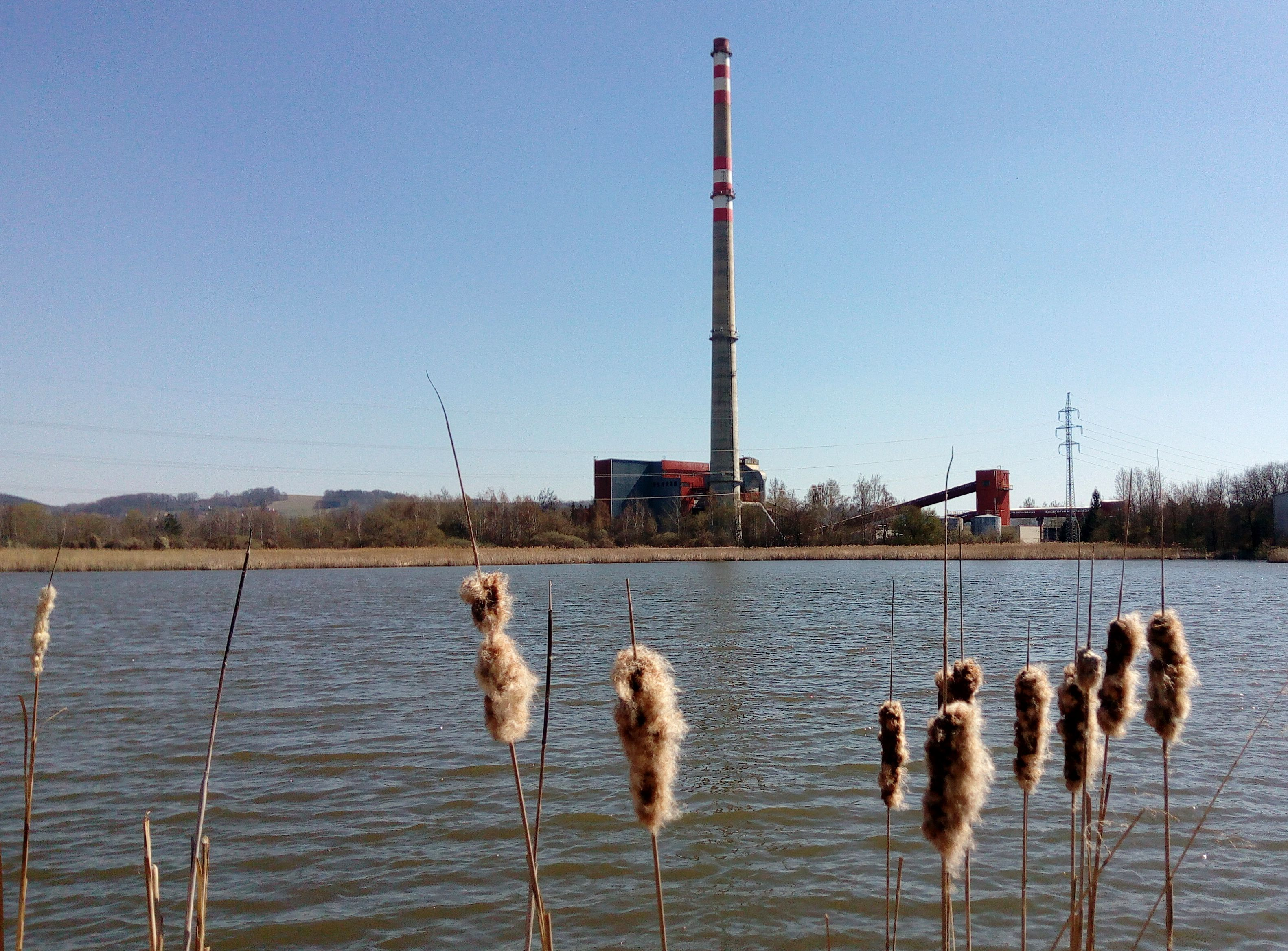
Vrátecká výtopna za rybníkem Bor
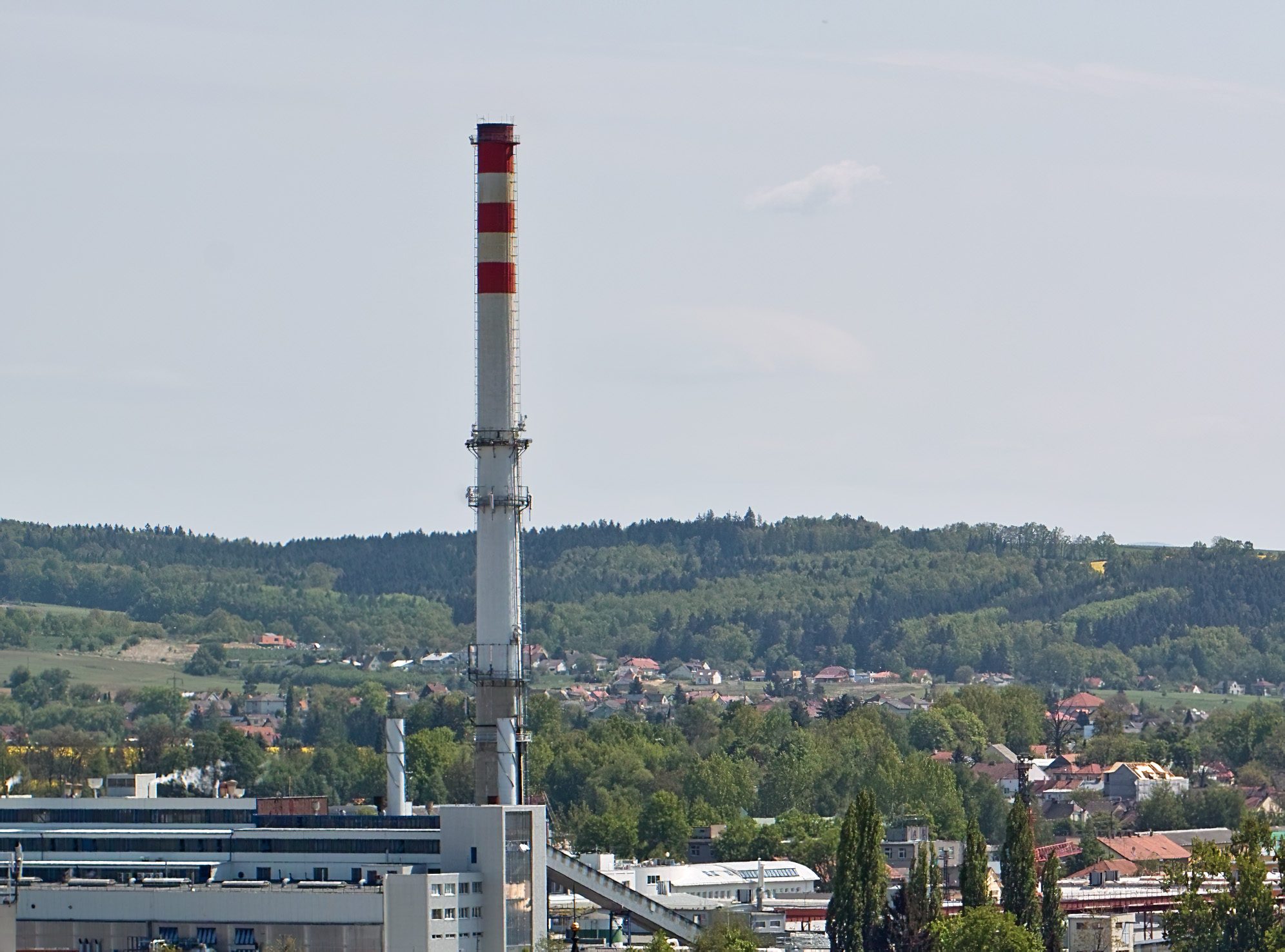
Pohled na teplárnu z Černé věže
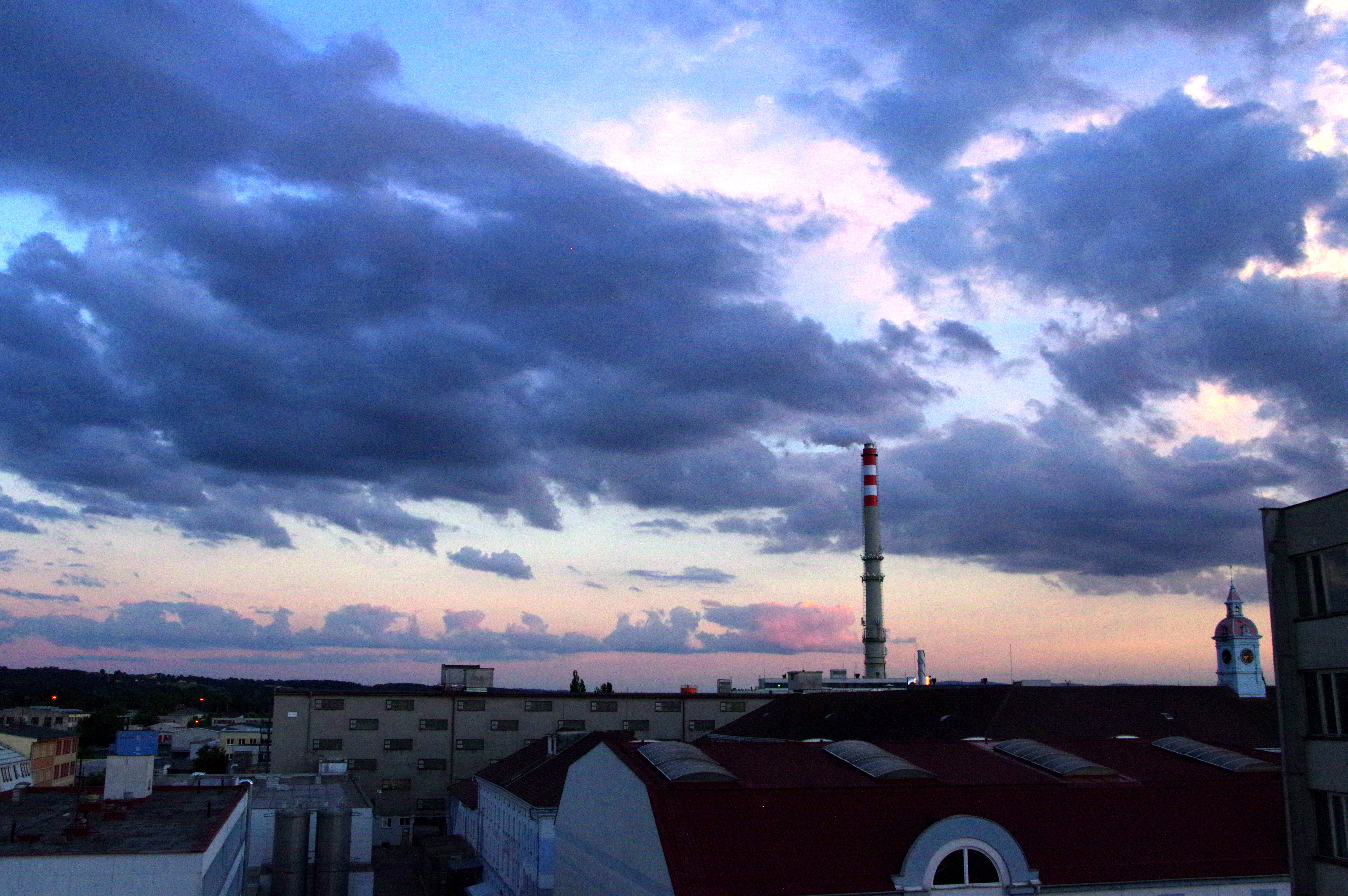
Komín teplárny za soumraku